# Otto Klopsch
Otto Hermann Klopsch (* 30. März 1886 in Görlitz; † 14. Februar 1941 in Berlin) war ein deutscher Schauspieler und Sänger bei Bühne und Film sowie ein Theaterregisseur.

## Leben und Wirken
Der Sohn eines Lageristen begann seine Bühnenlaufbahn mit etwa 20 Jahren in seiner Heimatstadt Görlitz. In der Folgezeit wirkte Klopsch an einer Fülle deutscher Provinzbühnen als Schauspieler und Sänger, unter anderem in Bielefeld, Hannover, Potsdam, Halberstadt, Cottbus, Göttingen, Dresden, Leipzig und Frankfurt/Oder. 1933/34 kam er erstmals nach Berlin. Mit seiner Übersiedlung in die Reichshauptstadt fand Otto Klopsch auch Zugang zur Filmbranche. Vor allem in den Jahren 1938 bis 1940 war er ein gefragter Nebendarsteller und spielte allerlei Chargen, darunter Gastwirte, Portiers, Wachtmeister und zweimal gleich hintereinander einen Polizeikommissar. Seine letzte Bühnenstation wurde Berlins Lessingtheater. Klopsch starb nach kurzer schwerer Krankheit im Alter von gerade einmal 54 Jahren.

## Filmografie (komplett)
- 1934: Jede Frau hat ein Geheimnis
- 1938: Spiel im Sommerwind
- 1938: Steputat & Co.
- 1938: Im Namen des Volkes
- 1939: Drei Unteroffiziere
- 1939: Der Gouverneur
- 1939: Hochzeit mit Hindernissen
- 1939: Die fremde Frau
- 1939: Kitty und die Weltkonferenz
- 1940: Die gute Sieben
- 1940: Jud Süß
- 1940: Blutsbrüderschaft